# Красновознесенка
Красновознесенка — деревня в Исилькульском районе Омской области. Входит в состав Баррикадского сельского поселения.

## История
Основана в 1920 г. В 1928 г. посёлок Красно-Вознесенка состоял из 84 хозяйства, основное население — русские. В составе Васютинского сельсовета Исилькульского района Омского округа Сибирского края.

## Население
| 1926 | 2002 | 2010 |
| ---- | ---- | ---- |
| 421  | ↘183 | ↘129 |